# Campanula papillosa
Campanula papillosa là loài thực vật có hoa trong họ Hoa chuông. Loài này được Halácsy ex Maire & Petitm. mô tả khoa học đầu tiên năm 1908.